# المفتي محمد صادق
المفتي محمد صادق (11 كانون الثاني 1872 - 13 كانون الثاني 1957) كان رفيقًا لميرزا غلام أحمد ومبشرًا مسلمًا أحمديًا في الولايات المتحدة. قام صادق بتحويل أكثر من سبعمائة أمريكي إلى الإسلام بشكل مباشر، وأكثر من ألف شخص بشكل غير مباشر. وكان هدفه، كممثل لحركة الأحمدية في الإسلام، تحويل الأميركيين إلى الإسلام وتوضيح المفاهيم الخاطئة العامة حول الدين. كان أحد الأشياء التي تميز المفتي محمد صادق عن معاصريه هو إيمانه بالتكامل العنصري بين جميع المجموعات العرقية والإثنية، وليس فقط بين الأميركيين من أصل أفريقي. وكان له دور مهم أيضًا في حركة محاولة توحيد مجموعة متعددة الثقافات من المهاجرين المسلمين، من العرب إلى البُوسنيين، لبناء المساجد وإقامة الصلوات الجماعية، وخاصة في ديترويت وشيكاغو.
دخل صادق إلى الولايات المتحدة دون أي موارد مالية، وشرع في نشر رسالة الإسلام في منطقة كانت غريبة تمامًا عن ثقافته الأصلية. ونتيجة لذلك، واجه الكثير من الصعوبات والتجارب والمحن بسبب لون بشرته ودينه. كما نجح صادق في تأسيس صحيفة شروق المسلم، أطول صحيفة إسلامية في أمريكا، بالإضافة إلى كتابة العديد من المقالات عن الإسلام في مختلف الدوريات والصحف الأمريكية.

### فهرس
- Berg، Herbert (2009). Elijah Muhammad and Islam.
- Turner، Richard Brent (2003). Islam in the African-American Experience.